# 施泰因貝格湖 (貝希特斯加登蘭縣)

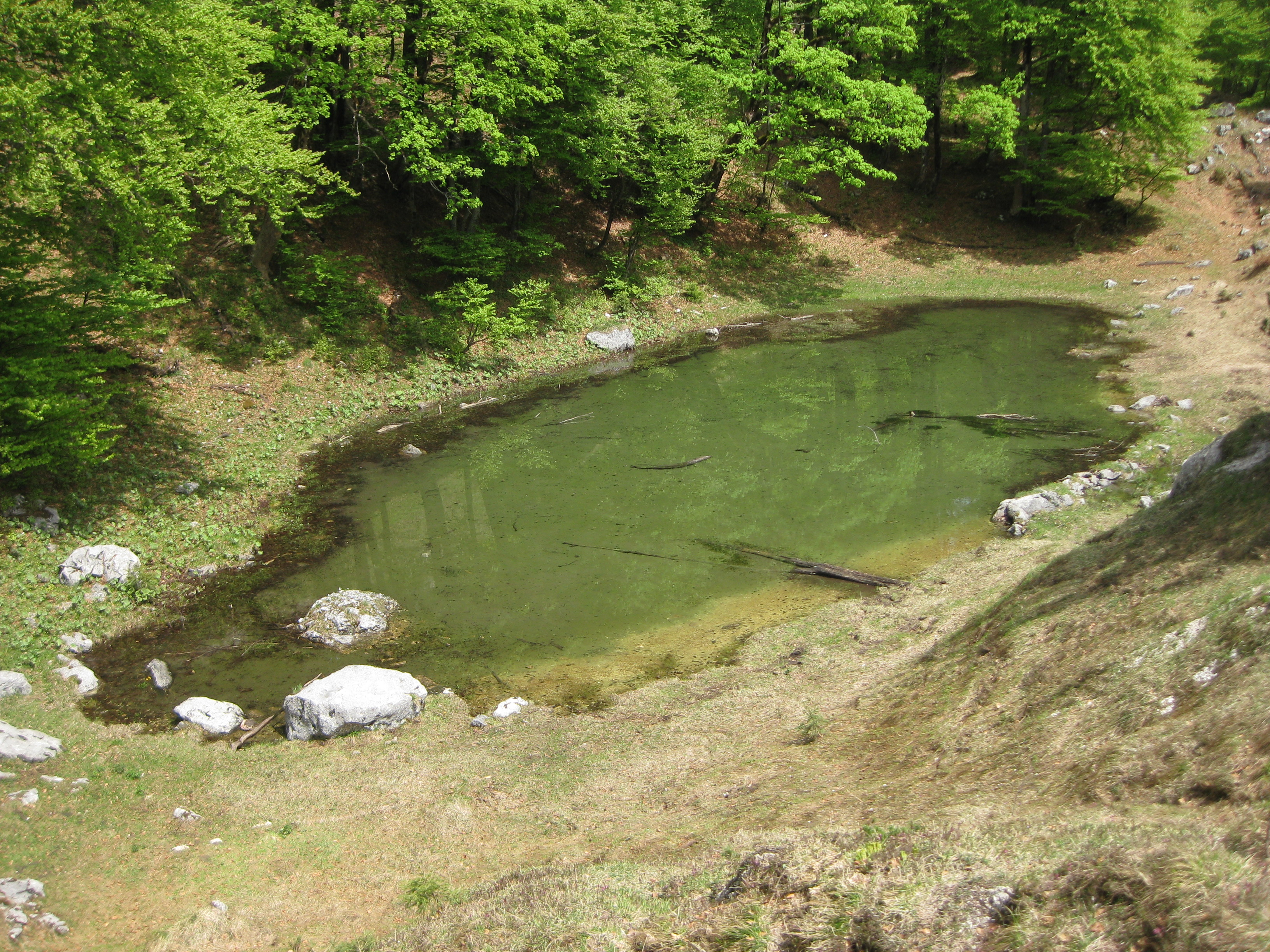

47°40′57″N 12°53′55″E / 47.68250°N 12.89861°E
施泰因貝格湖（德語：Steinbergsee），是德國的湖泊，位於該國東南部，由巴伐利亞州負責管轄，處於貝希特斯加登蘭縣，長0.05公里、寬0.02公里，海拔高度1,293米，是臆羚的棲息地。